# Euphorbia taurinensis
Euphorbia taurinensis är en törelväxtart som beskrevs av Carlo Allioni. Euphorbia taurinensis ingår i släktet törlar, och familjen törelväxter. Inga underarter finns listade i Catalogue of Life.